# 3590 Холст
3590 Холст (3590 Holst) — астероїд головного поясу, відкритий 5 лютого 1984 року.
Тіссеранів параметр щодо Юпітера — 3,613.